# Spaniens historia
Spaniens historia har präglats av landets geografiska position vid Medelhavet i förhållande till Mellersta Östern och Nordafrika. Spaniens kuster koloniserades av fenicier och greker och Spanien styrdes under antiken av olika imperier baserade runt Medelhavet, bland annat av karthager, och romare. Spanien blev erövrat av visigoterna på 400-talet. Deras rike varade i 300 år men blev instabilt av inre maktkamper och avlöstes av det expanderande Kalifatet Córdoba. Spanien eller delar av landet tillhörde under de kommande 700 år den muslimska världen. Största delen blev återigen kristet under 1200-talet, en återerövring som brukar kallas reconquistan. Granada fortsatte vara muslimskt ända fram till 1492. Under denna period skedde viktiga kulturella möten mellan den muslimska och den kristna världen.
Nationen Spanien fanns egentligen inte förrän 1492 då Aragonien och Kastilien enades. År 1492 återupptäckte Christoffer Columbus Amerika för Spaniens räkning. Under 1500-talet började koloniseringen av den nya kontinenten. Den stora mängden guld gjorde Spanien rikt och mäktigt, och spanska imperiet grundades. Under 1700-talet försvagades Spanien och i början av 1800-talet förklarade sig de flesta kolonierna självständiga. Under 1800-talet var Spanien ett svagt land med många inbördeskrig och var inte lika industrialiserat som många andra europeiska länder.
År 1931 avskaffades monarkin i Spanien och en demokratisk republik infördes. Republiken varade dock inte länge, och 1936 började ett inbördeskrig som pågick till 1939 då fascister tog makten under Franco. Spanien blev en fascistisk stat fram till Francos död 1975. Franco efterföljdes av kung Juan Carlos och Spanien blev åter en monarki. Efter Franco demokratiserades landet. Juan Carlos var kung fram till 2014 då han abdikerade till förmån för sin son Felipe VI.
Under 2000-talet har landet upplevt ökad arbetslöshet och politiska spänningar, inte minst i relation till den autonoma regionen Katalonien. 2017 har konflikten förvandlats till en konstitutionell kris i samband med en ensidigt utlyst folkomröstning om katalansk självständighet och Spaniens försök att åter bringa regionen under spansk kontroll.

## Förhistoria

### Forntiden
De första människorna kom till det som senare blev Spanien  för omkring 1 300 000  år sedan. De första människorna tillhörde andra arter i släktet homo. Spanien har de hittills äldsta fynden av förhistoriska människor i Europa med de de berömda fyndplatserna Atapuerca  och Sima de los Huesos. Vid Altamira i Kantabrien har en grotta hittats med grottmålningar som daterats till cirka 16 000 – 10 000 år f.Kr. Grottmålningarna utförda av moderna homo Sapiens Cro Magnon. 

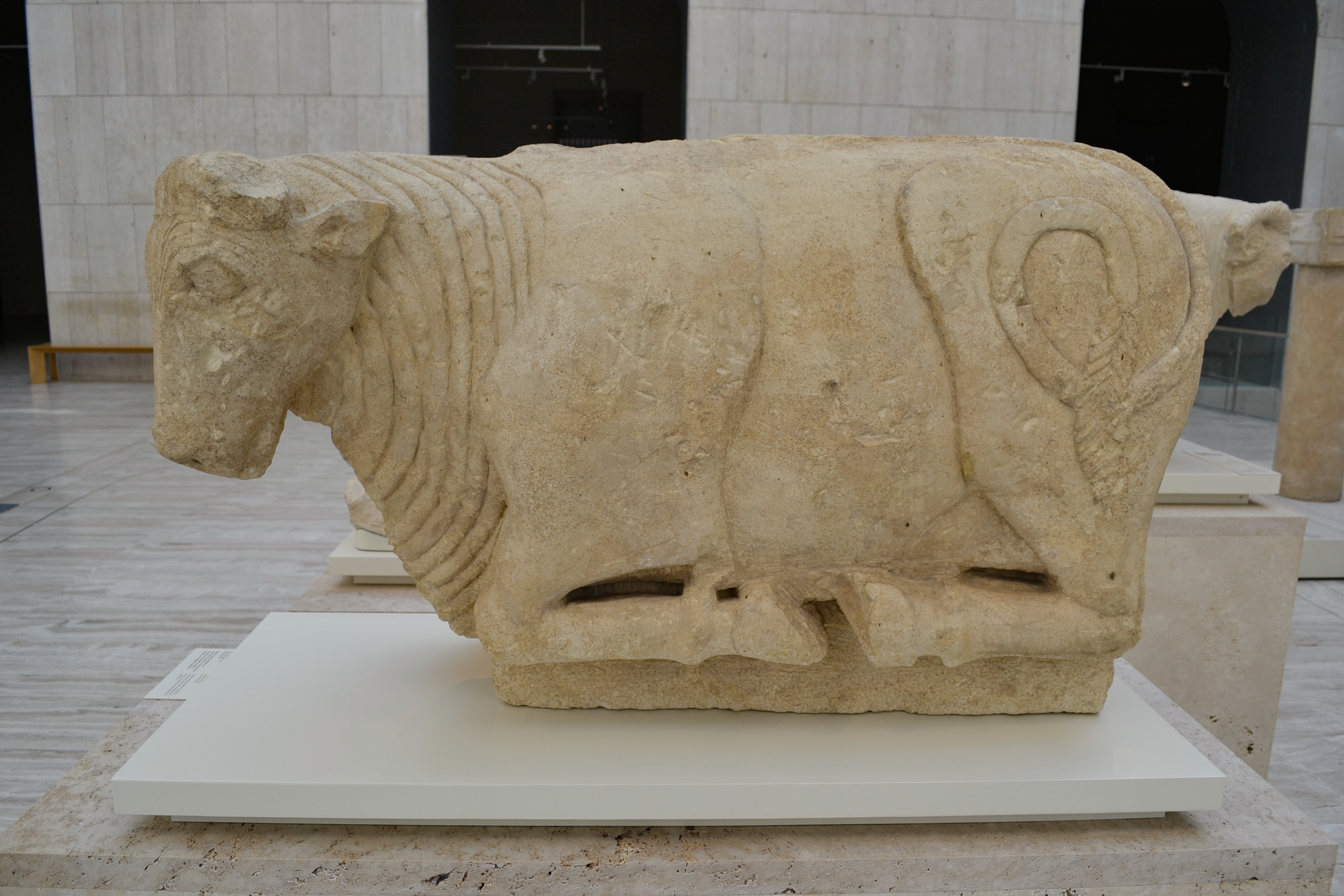
Iberisk skulptur av en tjur, del av ett gravmonoment

För lite drygt 7000 år sedan kom jordbruket till Spanien. Iberernas ursprung är osäkert möjligen kom de till Spanien från Nordafrika. Under årtusendet f.Kr. bodde de vid kusterna i södra och östra Spanien. De var jordbrukare, och tjuren verkar ha spelat en särskild roll i deras religion. De är kända för sina smycken och I gravar har man funnit hundratals kvinnofigurer i sten. En berömd staty är Dama de Elche. Arkeologer har också funnit lertavlor med inskrifter på ett icke indouropeiskt språk men man har inte lyckats tyda dessa. Skriften är inspirerad av grekiska och feniciska och har förutom bokstäver även stavelsetecken. Ibererna levde i stammar, och stammarna i söder blev särskilt rika och utvecklade. Iberernas mest kända stadsstat kallades Tartessos och låg i den södra delen av halvön. Vad de kallade sig själva vet man inte utan det var grekerna som kallade dem iberer eftersom de bodde söder om floden Ebro.
Ungefär 1100 f.Kr. grundade fenicierna en stad vid den spanska atlantkusten som de kallade Gadir, dagens Cádiz, och de planterade druvor i vad de kallade Malaka, dagens Málaga. Fenicierna bytte till sig metaller av ibererna, och bytte sedan metallerna mot varor från hela Medelhavsområdet. Fenicierna kallade landet Ishaphan som betyder hyraxarnas ö (eller hyraxarnas kustlinje). Vad fenicierna inte visste, var att de spanska "hyraxarna" som de kände igen från hemtrakten, i själva verket var kaniner. Namnet blev senare hos romarna Hispania och på spanska España. Ungefär 900 f.Kr. bosatte sig kelter i den norra delen av halvön. Folkgrupperna blandades och den keltiberiska kulturen uppkom. Kelterna var mer ljushyade än ibererna och ännu idag är människor i norra Spanien ljusare än människor från södra Spanien. På 600-talet f.Kr. bosatte sig greker längs kusten. De kallade landet för Hesperia, Solnedgångens land. De förde med sig hjulet och anlade olivodlingar.

### Romersk erövring

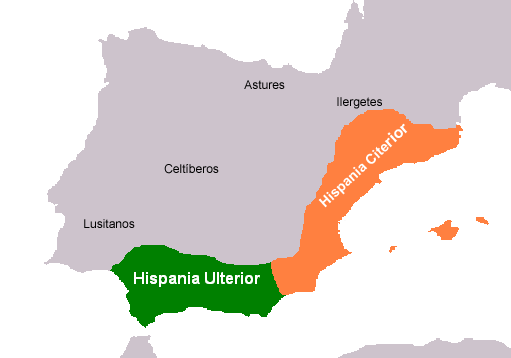
Hispanias första uppdelning.

Karthagerna hade sedan länge handelsstationer vid kusten men på 200-talet f.Kr. besatte de stora delar av den pyreneiska halvön. De grundade staden Carthago Nova (dagens Cartagena). Under härföraren Hannibal värvades många keltiberiska krigarna och tågade med honom 218 f.Kr. över Alperna mot Rom i det andra puniska kriget. När kartagerna förlorat kriget mot Rom övertog romarna deras provinser och kallade landet för Hispania. Keltibererna förde dock ett delvis framgångsrikt gerillakrig mot den romerska erövringen. Efter nästan 200 år av gerillakrig hade  romarna i stort sett fått kontroll över större delen av halvön. Hispania blev sedan en av Roms rikaste delar med sina mineraltillgångar och guldgruvor och flera av de romerska kejsarna kom därifrån: Trajanus, Hadrianus, Marcus Aurelius och Theodosius I. Landet var uppdelat i provinser: Baetica utgjorde större delen av dagens Andalusien, Lusitania  motsvarade ungefär dagens Portugal och Hispania Tarraconensis som var beläget på norra halvön. Senare blev den nordvästra delen av Tarraconensis en egen provins under namnet Gallaecia et Asturia.

### Visigoterna
Pådrivna av hunner som kom österifrån tog sig vandaler, sveber och alaner över Rhen vintern år 406 och in på romerskt område. År 409 korsade de Pyrenéerna och slog sig ned i söder vilket senare gav upphov till landskapsnamnet Andalusien. Efter dem kom de visigoterna som efter att ha plundrat Rom 410 slog sig ned i vad som idag är södra Frankrike. De bekämpade som Västroms federerade vandaler och alaner på Iberiska halvön 416-418. De drev då vandalerna till södra Spanien varifrån de 429 tog sig till Nordafrika. Efterhand ökade de sitt inflytande över halvön särskilt under Eurik och flyttade sin huvudstad från Toulouse till Toledo efter att ha lidit ett nederlag mot Frankerna 507. Visigoterna var kristna och många var anhängare till arianismen. Interna stridigheter bröt ut om den rätta tron. 589 blev den katolske Reccared kung och därefter blev katolicismen till en vanlig religion i de adliga kretsarna. Visigoterna erövrade i slutet av 500-talet den del av kusten som tidigare hade kontrollerats av Östrom och 585 erövrades det svebiska riket i nordöstra delen av halvön. Efter 585 behärskade det visigotiska riket hela den iberiska halvön. Under 100-talet hade judar bosatt sig i landet. Judarna och visigoterna kom i konflikt med varandra och den visigotiska kyrkan och staten inledde förföljelser mot judarna under 600-talet. Men våldsamma konflikter mellan visigotiska adliga släkter om kungamakten ledde till försvagning av staten. Instabiliteten gjorde att riket lätt kunde erövras av morerna från 711 till 725.

### Muslimsk erövring

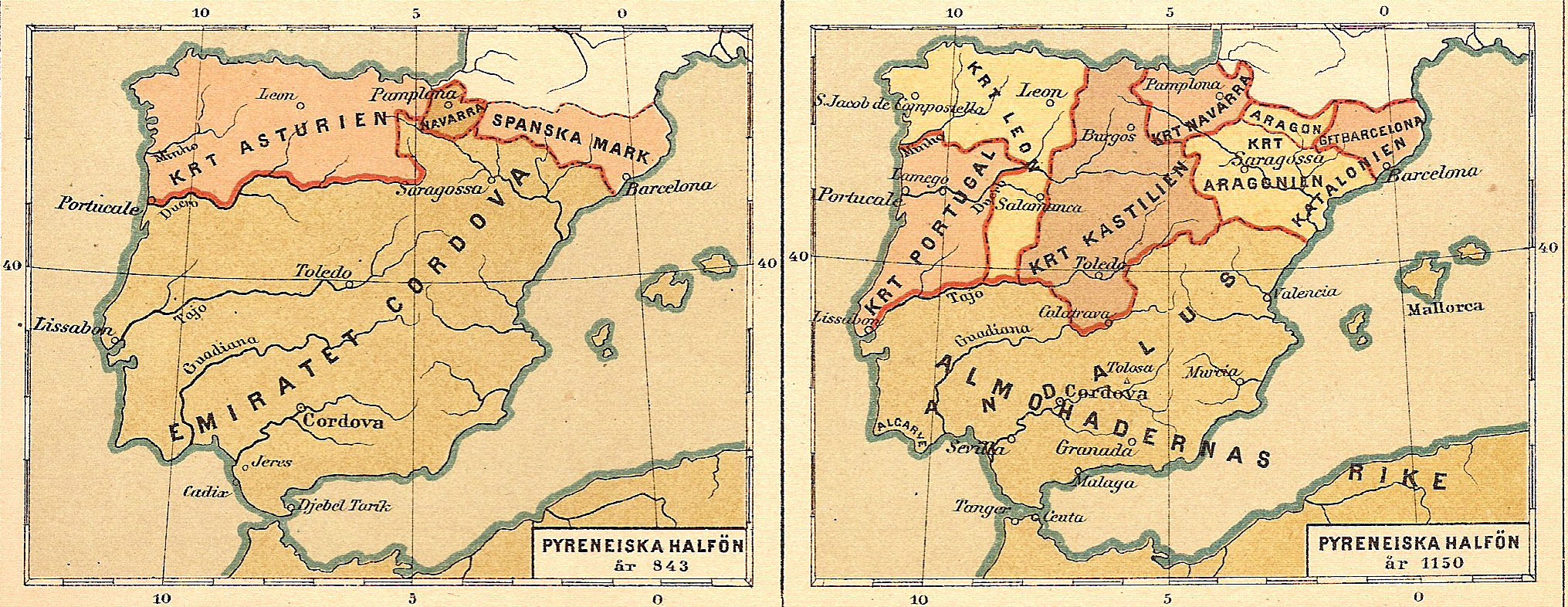
Historisk karta över Iberiska halvön, Kalifatet Córdoba och Almohadernas rike 843 e.Kr. och 1150 e.Kr.

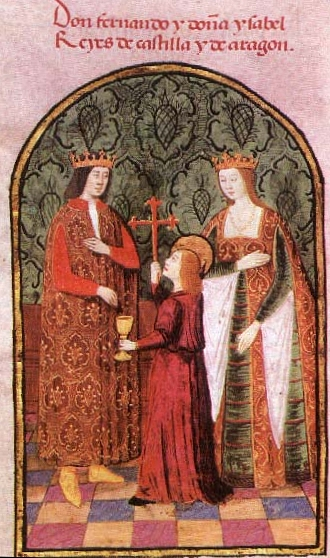
Drottning Isabella och kung Ferdinand.

I norra Afrika hade araberna och berberna gjort snabba erövringar. I den interna visigotiska maktkampen mellan kung Roderik och den visigotiska adeln hjälpte några adelsmän berberna att korsa Gibraltar sund på sommaren år 711 med 7 000 man. Styrkorna leddes av garnisonschefen i Tanger, Tarik ibn-Ziyad och de landsteg vid ett berg som döptes till Djebel al-Tarik, dagens Gibraltar. Förstärkta med 5 000 man mötte berberna en troligtvis betydligt större visigotisk styrka under kung Roderik den 19 juli 711. Slaget vanns av berberna och de kunde sedan inom åtta år erövra hela landet förutom några mindre områden i Galicien och Asturien i norr. De kallade landet för Jazirat al-Andalus, "Vandalernas ö". Deras första huvudstad blev Hispalis som de döpte om till Ishbiliya, dagens Sevilla. De fortsatte sin framryckning över Pyrenéerna och in i frankernas rike tills de besegrades. Under det muslimska toppskiktet fanns den visigotiska eliten kvar som underlydande. Mot leveranser av varor fick de fortsätta styra över sina områden. Jordbruket utvecklades genom konstbevattning, bevattningskanaler, akvedukter och kvarnar. Mellan berber och araber förekom det dock strider och detta kunde Karl den store utnyttja för att erövra områden i nordost. Frankernas återtåg över Pyrenéerna, där de attackerades av baskerna, blev inspirationskälla för Rolandssången. Berberna hade tilldelats sämre mark i norr och när de återvände till norra Afrika togs deras land över av kristna. 

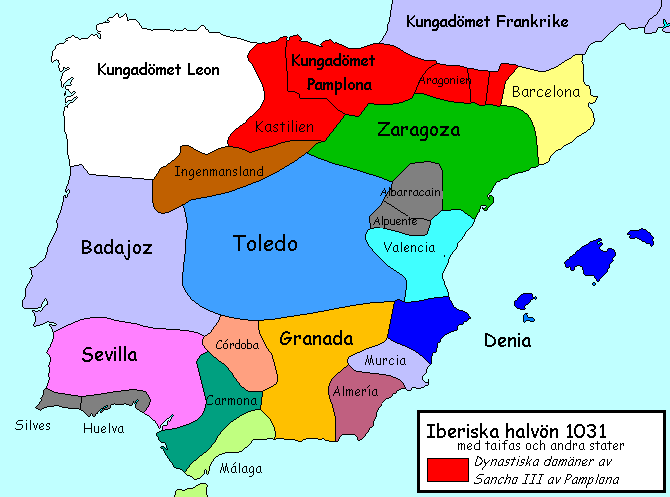
Politisk karta över Iberiska halvön år 1031.

På 820-talet byggdes borgen Alcazar på en ödslig kulle i Kastilien. Runt borgen uppkom en stad som kallades Mayrit, som är dagens Madrid. Den 31 juli 844 anfölls Asturiens kust av vikingar som sedan plundrade både Lissabon och Sevilla. Vikingarna skulle återkomma nästan varje år, bland annat gjorde de strandhugg på den marockanska kusten ("Blåland") och infångade människor som de sålde som slavar. Den muslimska tiden ledde till en intellektuell blomstring och kalifatet i Córdoba blev ett av Europas intellektuella centrum. Där fanns bibliotek, skolor, läkare, astronomer, botaniker och kemister. Från 929 blev landet ett självständigt kalifat men under 1000-talet splittrades kalifatet i en mängd småriken med egna kungar, de s.k. taifa-rikena. I norr kunde de olika kristna smårikena enas med Jakob (apostel) som enande symbol. För dessa kristna var España det moriska området medan muslimerna kallade det kristna området i norr för Ishpanja. Från slutet av 1000-talet gjorde de kristna flera viktiga erövringar som Toledo (erövrat 1085), Zaragoza (erövrat 1118), Valencia (erövrat 1238) och Sevilla (erövrat 1248). De kristna lät dock den kosmopolitiska kulturen där kristendom och islam blandades vara kvar under lång tid. Det enda muslimska riket som återstod var Emiratet Granada i söder.

## Spanien blir en enad stat
De kristna var splittrade i flera riken men de två största, Aragonien och Kastilien, förenades genom äktenskap mellan kronprins Ferdinand II av Aragonien och kronprinsessan Isabella I av Kastilien den 19 oktober 1469. När Isabella skulle tillträda tronen 1474 krävde istället Portugals kung tronen. Krig bröt ut och det dröjde fem år innan Portugal var besegrat. 1479 kunde Ferdinand tillträda tronen och det året räknas som början för det moderna Spanien. Tillsammans styrde de över hela halvön förutom Portugal, Emiratet Granada (ungefär nuvarande provinserna Almería, Granada och Málaga) och Kungariket Navarra.

### Spaniens guldålder

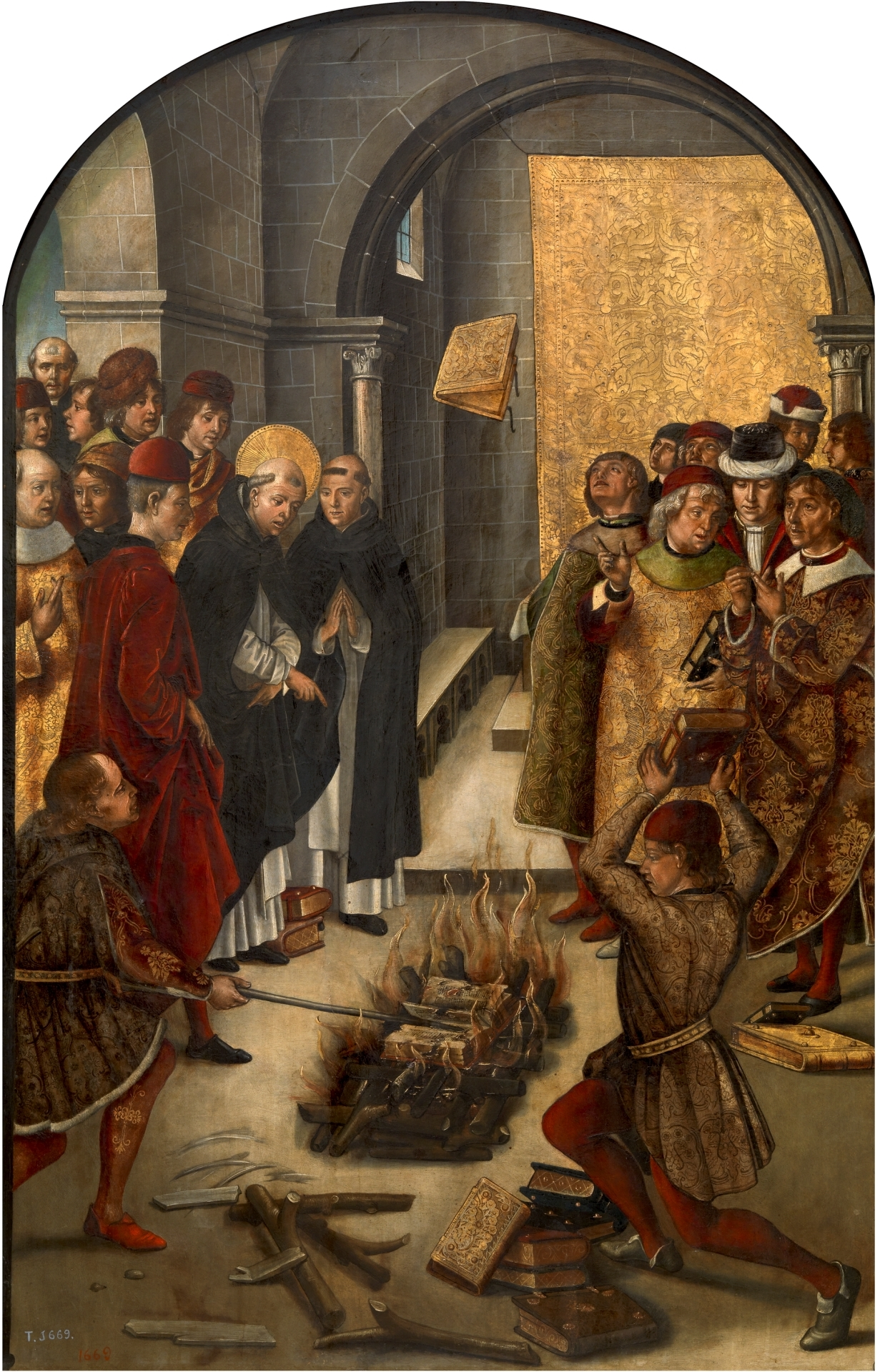
Inkvisitionen.

År 1478 inrättades den spanska inkvisitionen. Många människor hade övergått till kristendomen från islam eller judendomen relativt nyligen. Inkvisitionens uppgift var att granska att människor verkligen höll sig till den sanna tron, det vill säga katolicismen, både i tankar och tro. Den som dömdes fick mycket hårda straff men den som erkänt slapp dödsdom. Andra straff var spöstraff, fängelse eller bli galärslav. Inkvisitionen fanns kvar till 1834. Staden Granada i emiratet Granada belägrades under lång tid av de kristna trupperna och kunde erövras den 1 januari 1492. Den 30 mars 1492 meddelades det att alla judar i landet måste antingen döpa sig eller lämna landet. Uppskattningsvis lämnade 60 000 – 70 000 judar landet. Året innan hade Christoffer Columbus fått i uppdrag av drottning Isabella att finna en sjöväg till Indien genom att segla västerut. Han lovades tio procent av vinsten på alla varor från de länder han upptäckte och titeln Amiral över Oceanen har gått i arv till hans efterlevande. Den 12 oktober 1492 fick Columbus land i sikte, en ö bland Bahamasöarna.
Drottning Isabella avled 1504. Under de år Ferdinand hade kvar lyckades han erövra Navarra, ytterligare ett steg mot ett förena hela halvön till ett rike. Efter hans död 1516 utropades hans dotter Johanna den vansinniga till drottning. Maken Filip I av Kastilien dog redan 1506 men lämnade sex barn efter sig. Deras son Karl I som blev kung var uppvuxen i Burgund och kunde inte ett ord kastilianska när han första gången kom till Spanien 1517. När Karl I:s farfar, den tysk-romerske kejsaren Maximilian, dog utbröt en strid om tronföljden. Huvudkandidaterna var Karl och den franske kungen Frans I. Kejsaren utnämndes av sju elektorer och med hjälp av pengar, propaganda och krigshot valde elektorerna Karl till kejsare över det tysk-romerska riket den 28 juni 1519 under namnet Karl V. I de spanska städerna utbröt ett uppror som krävde att kungen skulle ha spanska rådgivare och föra en politik som gynnade spanska intressen. Den franske kungen anföll de spanska besittningarna i Italien men misslyckades och de spanska trupperna kunde ta den franske kungen tillfånga. Frans I fördes till Madrid och låstes in tills han avsade sig alla sina krav på Spanien. För säkerhets skull behöll spanjorerna de franska kungabarnen som gisslan för att inte Frans I skulle ställa till problem.

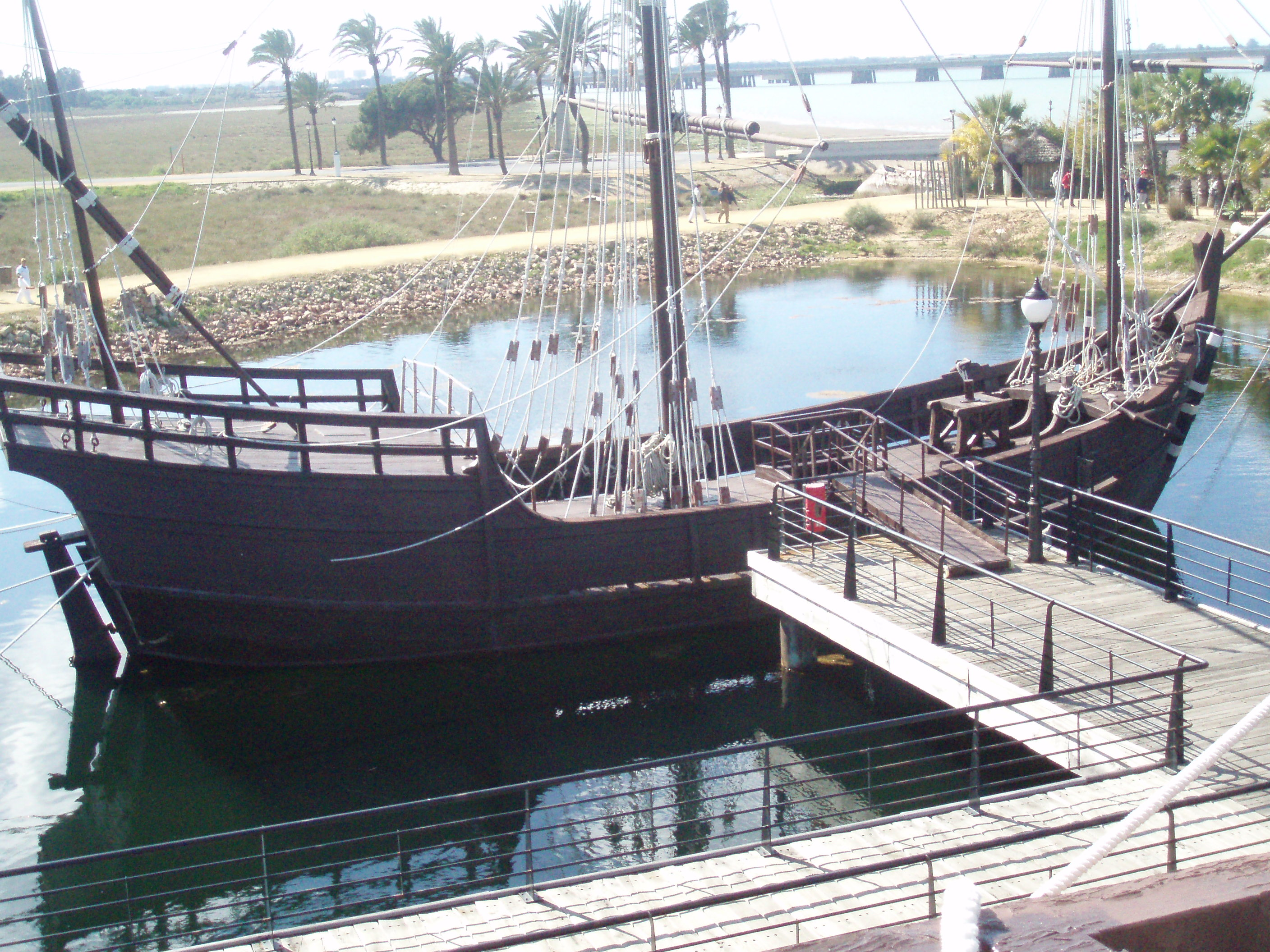
Replik av Columbus karavell La Niña.

År 1527 erövrade spanska trupper Rom och plundrade palats och kyrkor. Påven gick därefter med på att kröna Karl till kejsare över det heliga tysk-romerska riket i Bologna 1530. Han såg sig själv som kristendomens världslige ledare och drogs in i krig över hela Europa i takt med att protestantismen spreds. På andra sidan Atlanten erövrade conquistadorerna Amerika och Västindien. Cortés erövrade aztekriket med 1 500 man, Francisco Pizarro erövrade inkariket med 400 man, De Soto delar av Nordamerika. Indianerna utsattes för enorma grymheter men spanjorernas grepp var så hårt att inga större oroligheter bröt ut i Sydamerika förrän på 1800-talet. Alla varor från kolonierna gick över Sevilla som hade monopol. Kolonierna fick bara köpa varor från Kastilien som dock inte hade någon egen industri utan köpte allt från andra europeiska länder. Mellan 1500 och 1650 importerades 181 ton guld och 16 000 ton silver men kungen använde alla pengar för att betala räntor på de lån han tagit för att fortsätta krigen. Räntorna gick till bankirer i Antwerpen och Genua. Allt guld och silver skapade inflation och gjorde Spanien beroende av sina kolonier men den engelska drottningen Elisabet I anföll spanska fartyg fullastade med varor från kolonierna.
När Karl V dog gick kejsartiteln över till hans bror Ferdinand I medan sonen Filip II blev kung över Nederländerna och Spanien. Nya kolonier tillfördes Spanien, bland annat blev Filippinerna uppkallat efter honom. Filip fortsatte kampen mot protestantismen och förföljde även moriskerna, ättlingar till muslimer, i hemlandet. Spanien fortsatte de kostsamma krigen, bland annat mot Osmanska riket och uppror i Nederländerna. Filip lät också bygga en stor flotta med 130 fartyg och 30 000 man men den spanska armadan gick under i Engelska kanalen 1588 mot de mindre och snabbare engelska fartygen. Filip dog den 13 september 1598 och efterträddes av sonen Filip III. 1609 beslöt han att moriskerna skulle utvisas. Av de 500 000 moriskerna var det dock bara 150 000 som lämnade landet. Den spanska staten var inkompetent och korrupt, landet drabbades av hungersnöd och epidemier. Kung Filip III var främst intresserad av jakt och lät adeln styra landet.
Sverige och Spanien hade varit bittra fiender under Trettioåriga kriget men efter krigets slut inleder länderna diplomatiska relationer. Kung Filip IV sände en stor delegation till Stockholm 1652. Drottning Kristina hade redan bestämt sig för att konvertera till katolicismen och fick nära kontakt med den spanska sändebudet Don Antonio Pimentel de Prado. Han följde henne senare till Rom när hon hade abdikerat. Efter Filip IV:s död blev sonen Karl II kung men denne var både fysiskt och psykiskt handikappad och dog barnlös.

### 250 år av strider
Efter Karl II:s död bröt det spanska tronföljdskriget ut mellan Frankrike och England, Nederländerna, Österrike, Portugal och flera av de spanska delrikena. Kriget vanns till slut av den franske kungen Filip V av Bourbon som utnämndes till spansk kung den 8 maj 1701. Följden blev att de olika delrikenas särskilda privilegier avskaffades efterhand och 1715 ersattes deras lagstiftning av Kastiliens lagar. Den franska upplysningstiden satte dock endast få spår i Spanien där konservativa grupper som jesuiterna såg upplysningsidéerna som icke-spanska. Under Karl III genomfördes ett omfattande reformarbete för att utveckla jordbruket och industrin. 1767 fördrevs jesuiterna ur landet.
Kung Karl IV drog in landet i napoleonkrigen som följde på den franska revolutionen 1793 men det slutade med att Napoleon ockuperade Spanien och tvingade kungen att avgå. Napoleon satte istället in sin yngre bror Joseph som spansk kung 1808. Genast utbröt antifranska uppror och brittiska trupper ingrep och vann över de kungatrogna franska trupperna och 1813 avgick kungen. Karl IV:s son Ferdinand VII blev ny kung och styrde enväldigt. De spanska kolonierna i Sydamerika gjorde uppror och förklarade sig självständiga. Inrikespolitiskt inleddes en maktkamp mellan liberaler och konservativa som ledde till ständiga statskupper. Efter Ferdinand VII utbröt ett inbördeskrig om tronföljden mellan Ferdinands bror Don Carlos och Ferdinands dotter. Den tre år gamla Isabella II:s anhängare vann maktkampen och under hennes tid genomgick Spanien en mindre industrialisering och satsning på skolor. 1868 störtades hon och flydde till Frankrike.
Ny kung 1870 blev Amadeus I, bror till Italiens kung. I landet utbröt strider mellan liberaler och konservativa och kungen avgick redan 1873. Därefter följde en republik som varade i 11 månader innan den störtades i en militärkupp som utnämnde Isabellas son Alfons XII till ny kung. De följande tio åren blev relativt lugna innan kungen dog i lungsot vid 27 års ålder. Sonen Alfons XIII blev ny kung och styrde Spanien ända till 1931. Vid det spansk-amerikanska kriget 1898 förlorade Spanien Kuba, Puerto Rico, Guam och Filippinerna. I första världskriget var Spanien neutralt. Spanien inledde också ett krig i norra Marocko 1909 som blev utdraget, kostsamt och mycket impopulärt och inte avslutades förrän 1926. Den 13 september 1923 tog militären makten i en militärkupp. General Miguel Primo de Rivera åtnjöt till början en viss popularitet då Spanien åtnjöt en ekonomisk högkonjunktur, men med tiden stötte han sig med flera grupper och han avgick i januari 1930.

## Inbördeskrig och diktatur

### Spanska inbördeskriget

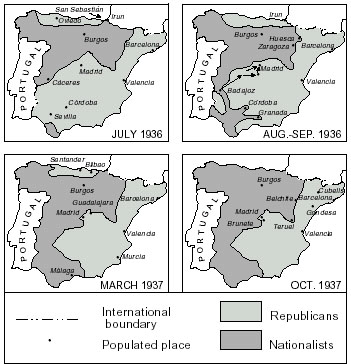
Fyra stadier i fronternas utveckling under spanska inbördeskriget 1936-1937.

Vid kommunalvalen i april 1931 vann republikanska grupper i alla stora städer och dagen efter utropade Katalonien sin självständighet. Kung Alfons XIII avgick och för andra gången blev Spanien republik. Det nyvalda parlamentet inledde en jordreform, skar ner armén och beslagtog kyrkliga egendomar. Regeringens politik gjorde att den förlorade stöd från medelklassen, kyrkan och armén och i parlamentsvalet 1933 vann högern. När den nya regeringen upphävde reformerna utbröt det oroligheter och fabriksockupationer. I Asturien utbröt ett uppror som slogs ned i oktober 1934 till priset av 3 000 döda och över 30 000 fängslade. Vid nästa parlamentsval 1936 vann vänstern återigen och införde åter de reformer som högern avskaffat. Under 1936 skedde politiska mord, kyrkbränder, jordockupation och strejker. Den 17 juli 1936 gjorde garnisonen i Melilla uppror och upproret spred sig från garnison till garnison över hela Spanien. Till slut hade ett regelrätt inbördeskrig brutit ut, det spanska inbördeskriget. Ledare för upprorsmakarna, nationalisterna, var general Francisco Franco som lyckades utverka militärhjälp från Italien och Nazityskland. Från hela världen strömmade frivilliga, särskilt till den republikanska sidan. Nationalisterna gick segrande ur kriget våren 1939.
Efter segern i inbördeskriget infördes en fascistisk diktatur som genomförde repressalier mot alla som hade stött republiken. De katalanska, baskiska och galiciska språken undertrycktes. Trots Hitlers vädjanden höll sig Spanien utanför andra världskriget men skickade en division frivilliga till östfronten, den blå divisionen. Efter kriget var Spanien utfryst och landet blev inte medlem av FN förrän 1955. Under 1960-talet genomgick landet en ekonomisk boom tack vare ekonomiska reformer och den ökande turistindustrin. Franco utsåg också kung Alfons XIII:s sonson, Juan Carlos till sin arvtagare. Franco hade makten ända till sin död den 20 november 1975.

### Spanien under Franco

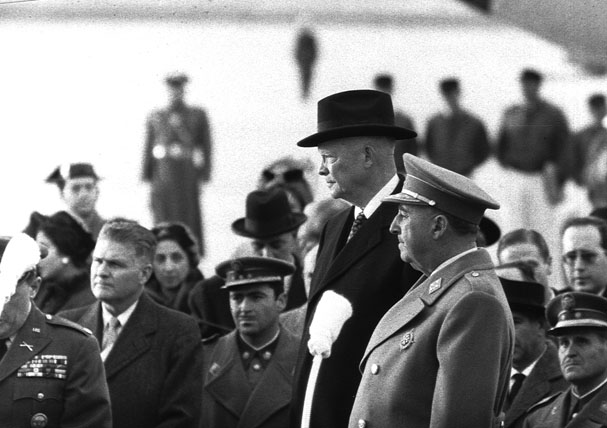
Franco med USA:s president Dwight D. Eisenhower i Madrid 1959.

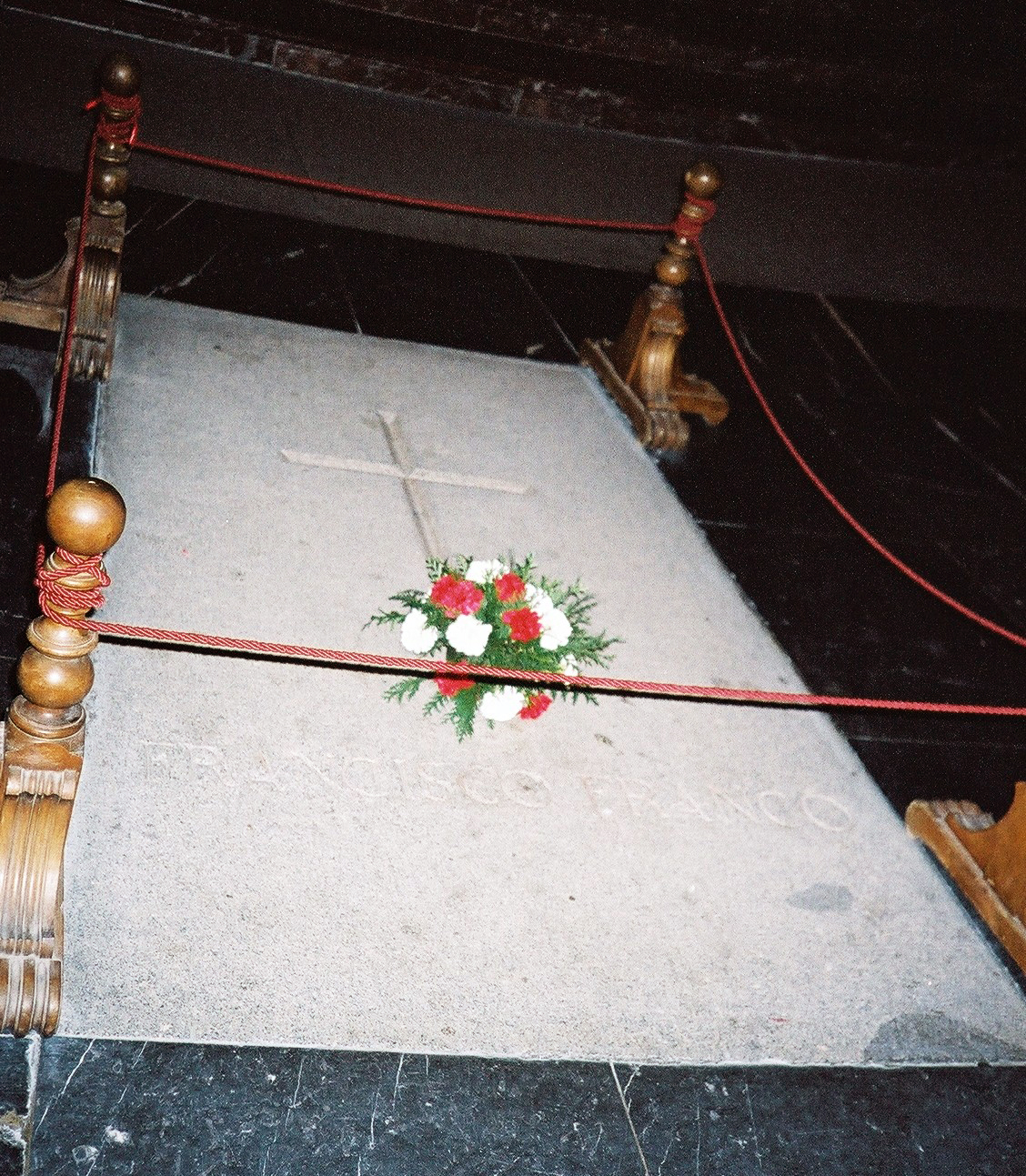
Francos grav.

År 1936 befann sig Franco, kommenderad av vänsterregeringen, på Kanarieöarna, i något som han själv ansåg vara exil, när han på begäran av de reaktionära grupper som inlett ett militäruppror mot den sittande republikanska regeringen i Madrid, övertog högsta befälet över de upproriska styrkorna i juli 1936. Detta var inledningen på spanska inbördeskriget, som slutade med Francos intåg i Madrid den 28 mars 1939. Han tillträdde därmed posterna som Spaniens president och regeringschef. Monarkin återinfördes efter en folkomröstning 1947, med Franco som diktator, ledare fram till sin död år 1975.

#### Francos relation med omvärlden
Spanien förhöll sig neutralt under andra världskriget, även om landet intog en protysk hållning i inledningen av kriget. Den 23 oktober 1940 möttes Franco och Hitler i Hendaye, Frankrike. För att gå in i kriget på tysk sida krävde Franco bland annat mat, krigsmateriel, Gibraltar och Franska Nordafrika, vilket tyskarna inte kunde acceptera. I bakgrunden fanns också en konflikt om tyska gruvrättigheter i Spanien. Franco höll sig neutral under kriget och på så sätt överlevde diktaturen efter kriget. Spanien blev isolerad efter kriget av omvärlden låg på många områden långt efter i utvecklingen speciellt inom jordbruk och industri. Landet var fattigt och behövde hjälp för att kunna byggas upp efter inbördeskriget som hade tillfogad stor skada på byggnader och infrastruktur. Men hjälpen uteblev från omvärlden och FN vände landet ryggen Under kalla kriget ändrades detta då USA behövde en allierad mot Sovjetunionen. USA fick baser i Spanien. I gengäld hjälpte USA Spanien in i FN som de blev medlem av 1955 och 1953 slöts samarbete med Vatikanstaten.

#### Francos ideologi
Det styrande partiet i Francos Spanien var det fascistiska Falangistpartiet, men de övertygade fascisterna i hans närhet såg sig snart svikna, då Franco under 1950-talet lät rensa ut de fascistiska elementen ur sin regering. Hans styre kom att präglas av konservatism, klerikalism och klassisk auktoritarism snarare än fascism. Han hade egentligen en egen ideologi  Varför han misstolkas beror på att falangisterna använde samma färger och symboler som fascisterna. Att de användes berodde på ett arv från Ferdinand II av Aragonien och  Isabella I av Kastiliens regeringstid på 1400-talet då de enat Spanien till ett rike. Franco ville minnas och ära dem.

#### Francos arvinge
Franco hade gift sig 1923 med Carmen Polo y Martínez-Valdès. De fick sitt enda barn 1926: Maria del Carmen Franco y Polo. Efter Francos död 1975 fick Maria del Carmen titeln Duquesa de Franco ("hertiginna av Franco") av kung Juan Carlos. Det sägs att Franco såg dåvarande prinsen Juan Carlos som den son han aldrig fick och han deltog aktivt i hans uppfostran till regent. Franco lade grunden för återupprättandet av monarkin i Spanien, men kung Juan Carlos, som besteg tronen efter hans död, valde att omvandla diktaturen Spanien till en demokrati.

#### Regimens förtryck av kritiker
Francos diktatur krossade den fria konsten. Exempelvis blev regimkritiska författare och poeter tvingade till landsflykt eller dödade. Media blev också censurerade. Religionsfriheten avskaffades och endast den katolska tron accepterades. Kastilianska blev det enda erkända språket i landet, vägskyltar byttes ut, och böcker på minoritetsspråk som baskiska och katalanska brändes. Även i massmedia förbjöds andra språk än kastilianska. Över två miljoner människor fängslades för regimkritisk verksamhet. Skolan togs över av Katolska kyrkan och över 6 000 lärare avrättades och 7 000 fängslades. Politiskt var Falangistpartiet det enda tillåtna partiet och alla ungdomar var tvungna att vara med i deras ungdomsorganisation. Alla politiskt oliktänkande som offentligt försökt agitera sin mening fängslades. Endast kyrkliga vigslar var legitima och skilsmässor var förbjudna enligt lag.
Enligt vissa uppgifter lär nära 200 000 människor ha avrättats mellan 1939 och 1944. Andra källor uppger dock betydligt lägre siffror. Dock fortsatte de mer eller mindre summariska avrättningarna av regimkritiker under hela regimtiden. Diktaturen mjukades upp på 50-talet men 1969 infördes undantagstillstånd för att tygla oppositionen vilket stod kvar till regimen föll.

## Spanien efter Franco

### Demokratins genombrott
Efter Francos död blev Juan Carlos kung och han tog sig snabbt an uppgiften att införa demokrati. I november 1976 utlystes allmänna val och två år senare infördes en demokratisk författning. Spanien har plågats av politiskt våld, dels från högerextremister som AAA, dels från separatiströrelser som ETA. 1981 blev Spanien medlem av Nato och 1986 medlem av EG.
Juan Carlos är mycket respekterad i Spanien för de insatser han gjorde i demokratiseringsarbetet, inte minst då han hindrade ett försök till statskupp i februari 1981. Han var kung fram till 2014 då han abdikerade till förmån för sin son Felipe VI.

### 2000-talet
Under 2000-talet har den Spanien både ekonomiskt och politiskt utsatts för allt fler påfrestningar. Landet är en viktig del av både EU och Nato och har integrerats i det europeiska samarbetet, inklusive som medlem av Euroområdet. Samtidigt genomled landet i samband med Finanskrisen 2007–2008 en egen fastighetsrelaterad kris som ledde till en kraftig ökad arbetslöshet. Landet är dock en av Europas stora turistdestinationer, och företag som Volkswagen-ägda Seat är en av Europas stora biltillverkare.
Baskien har erhållit sitt eget skatteväsen, vilket varit del i försoningsprocessen i den under många årtionden oroliga landsändan. En utökad autonomi även för Katalonien förhandlades under 00-talet fram, med den då Zapatero-ledda PSOE-regeringen som förhandlingspartner. Stora delar av detta avtal skrinlades dock 2011 i samband med Partido Populars (PP) övertagande av regeringsmakten, vilket ledde till att en radikalisering av den regionala opinionen. Bristen på förhandlingar mellan Spaniens och Katalonien har lett till en växande rörelse för ett självständigt Katalonien och regionala folkomröstningar i ämnet (något som inte är förberett i Spaniens författning från 1978). 2017 har krisen fördjupats, med en ensidigt utlyst folkomröstning och stora spanska polisinsatser för att åter försöka bringa regionen under spansk kontroll.
På grund av en mängd korruptionsaffärer har det spanska partisystemet under 2010-talet fragmenterats, vilket lett till stora svårigheter i regeringsbildningen. Den traditionella vänster-höger-polariseringen kvarstår, samtidigt som "den katalanska frågan" aktualiserat behoven av en översyn av landets författning.
I juni 2018 förlorade Spaniens konservativa premiärminister Mariano Rajoy  misstroendeomröstningen i parlamentet. Pedro Sánchez  från socialistpartiet PSOE blev ny premiärminister. I november 2019 parlamentsval  kom socialdemokratiska PSOE att fortsätta som det största partiet i Spanien med 120 platser. Borgerliga PP fick 88 platser i parlamentet. Valets stora vinnare var ytterhögerpartiet Vox som fördubblade sitt stöd med 52 platser och  blev tredje störst. Vänsterpartiet Podemos fick 35 platser. Valets stora förlorare var högerliberala medborgarpartiet Ciudadanos. Det katalanska vänsterpartiet ERC fick 13 platser. I januari 2020 bildade premiärminister Pedro Sànchez  en ny koalitionsregering med Podemos. Spanien fick sin första koalitionsregering sedan återgången till demokrati på 1970-talet.